# Una questione privata
Una questione privata (bra: Uma Questão Pessoal) é um filme italiano de 2017 dirigido por Paolo Taviani e roteirizado pelos dois irmãos Taviani, baseado no romance semi-autobiográfico homônimo de Beppe Fenoglio, publicado em 1963. Foi o último filme onde os irmão trabalharam juntos, com Vittorio falecendo poucos meses após seu lançamento.

## Sinopse
Ao retornar à casa onde conheceu sua amada Fulvia, o partigiano Milton descobre existe um possível romance entre ela e seu melhor amigo, Giorgio, outro membro da resistência. Quando Giorgio é capturado pelos fascistas, Milton sai em uma jornada pelas paisagens verdes e perigosas do Baixo Piemonte para recuperá-lo.

## Elenco
- Luca Marinelli - Milton
- Valentina Bellè - Fulvia
- Lorenzo Richelmy - Giorgio
- Anna Ferruzzo - Governanta
- Marco Brinzi - Fazendeiro
- Francesco Turbanti - Cobra
- Giulio Beranek - Ivan
- Fabrizio Costella - Gilera
- Lorenzo Demaria - Radiosa Aurora
- Luca Cesa - Jack
- Mauro Conte - Paco

## Produção
Apesar de este ser o caso dentro da narrativa, o filme não é realmente ambientado no território piamontês do Langhe, mas sim no Valle Maira. Algumas cenas utilizaram a 'ponte do diabo' (ponte del Diavolo) no Lanzo Torinese. A Região do Piemonte apoiou a realização do filme em relação a promoção da obra dentro de seu território.

## Distribuição
O filme foi lançado no Festival Internacional de Cinema de Roma de 2017, e apresentado no Festival Internacional de Cinema de Turim no dia 8 de setembro de 2017, e lançado em salas de cinema italianas dia 1° de novembro do mesmo ano. Foi exibido no Brasil na Festa do Cinema Italiano de 2018, e lançado nos cinemas do país em 20 de setembro desse ano.